# Leszek I el Blanco
Leszek I el Blanco (en polaco: Leszek Biały; c. 1186-1227), fue un noble y gobernante polaco, hijo de Casimiro II el Justo, fue duque de Sandomierz  (1194-1227), duque de Cracovia y desde 1194 hasta su muerte, Gran Duque de Polonia, excepto en cortos períodos en que fue depuesto.

## Vida
Leszek fue el hijo mayor superviviente de Casimiro II el Justo. Aún menor de edad a la muerte de su padre, en 1194, tanto él como su hermano menor Conrado, reclamaron los territorios del ducado de Sandomierz y del de Mazovia, gobernados por su madre como regente.
En 1205, Leszek derrotó al ejército ruteno del príncipe Román el Grande en la batalla de Zawichost, en la Pequeña Polonia. En 1207 colocó a Polonia bajo el vasallaje del papa Inocencio III, lo que le colocó en oposición al emperador alemán. Después de esto, Leszek cooperó estrechamente con el arzobispo Henry Kietlicz en las reformas emprendidas por Inocencio III.
Leszek luchó con Hungría por el control de Galitzia, pero no fue capaz de extender su gobierno sobre esta tierra. En cambio, llegó a un acuerdo para la expansión hacia el este con un príncipe húngaro, para casarle con una de sus hijas, con obvios beneficios para las dos partes. Sin embargo, Daniel de Galitzia, hijo de Román el Grande, se hizo con el poder en Galitzia en 1214, y los proyectos polacos en esa área, estrechamente conectados con la expansión del catolicismo hacia el este, se vieron frustrados.
En una famosa anécdota Leszek explicó una vez al Papa que los caballeros polacos no podrían participar en su cruzada porque no había ningún oro por el que luchar en Palestina.

## Matrimonio y descendencia
Leszek se casó con Grzymislawa de Lutsk en 1207. Era hija de Íngvar de Lutsk, gobernante de una parte de Galitzia, por lo que el matrimonio formó parte de la política de expansión hacia el este. Del matrimonio nació una hija en 1211, Salomea, quien casó en 1215 con Colomán. Los contrayentes tenían 4 y 7 años, respectivamente, y eran los gobernantes previstos de Galitzia-Volinia, pero como se ha explicado anteriormente, los planes fallaron, y nunca llegaron a gobernar.
Otros hijos fueron Boleslao, que fue rey en 1243, y Helena, que se casó con Vasilko Romanovich, hijo de Román el Grande.

## Muerte

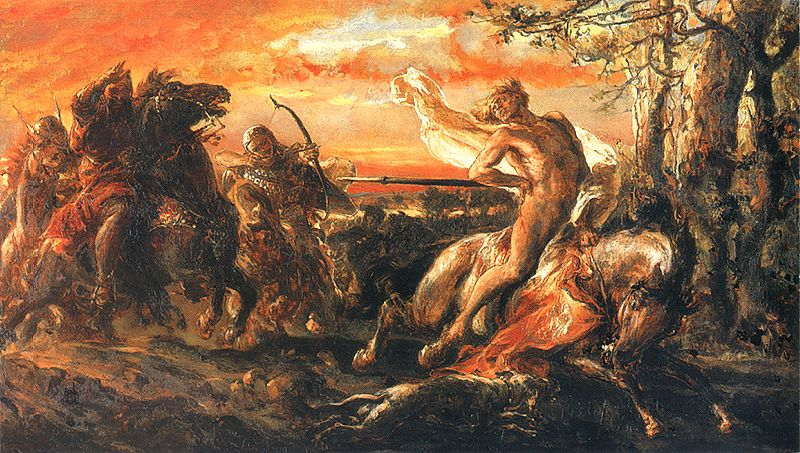
Muerte de Leszek el Blanco, por Jan Matejko.

El 24 de noviembre de 1227. durante una dieta de los duques Piasta en Gasawa, fue asesinado, probablemente por orden del duque Sviatopelk II de Pomerania. Esto fue consecuencia de que Leszek había intentado que el duque de Pomerania se sometiera a su autoridad. Sviatopelk se declaró independiente del vasallaje polaco tras la muerte de Leszek.
Su hijo Boleslao V era todavía menor de  edad, por lo que el gobierno sobre Polonia fue disputado por Conrado I de Mazovia y Vladislao III, hasta que en 1232 prevaleció Enrique I el Barbudo sobre ambos.